# 日比野朱里
日比野 朱里（ひびの あかり、1959年7月5日 - ）は、日本の女性声優。静岡県浜松市出身。本名・旧芸名は小粥 よう子（おがい ようこ）。

## 略歴
幼稚園でテレビに初めて出演し、CMのお姉さんに憧れていた。
当時は女優に憧れており、小学校から高校時代を通じて、演劇部に所属していた。中学校に進学後、演劇部に入部。演劇部の指導教師が中々の演劇通であり、教師の創作によるドラマに出演でき、適切な指導が得られ、2年生になる頃には、日比野自身の作・演出のドラマが発表されるようにもなった。アニメについては、ファンというわけではなかったが、中学1年生の時にテレビアニメ『海のトリトン』を観て、職業としての声優があることを意識し「結構、面白そうだな」と考えていたという。また、トリトンを演じていた塩屋翼にファンレターを書いており、返事が来ると皆でワーワーしていたという。後年、テレビアニメ『あした天気になあれ』で塩屋と兄弟役を演じている。浜松海の星高等学校（現：浜松聖星高等学校）に進学と同時に演劇部を結成して活動。高校ぐらいの時は、まだ走りだったが「アニメのミーハー」だったという。しかし職業として「アニメ関係の仕事をするんだ」「声優に絶対なるんだ」といった思いは無かったという。
芝居の学校に入学するために上京して、1978年に日本工学院専門学校演劇科3期に入学。同年、劇団櫂に入団。アテレコの講座で「アテレコを本格的にやってみたいな」と思う。その時、講師として出会ったのが古川登志夫、中田浩二であり、普段テレビを通して聞いている声を生で聞いて思わず、本気になったという。
1981年からは三宅裕司が主宰する劇団スーパー・エキセントリック・シアターに1年間所属していた。
映画版『宇宙戦士バルディオス』のアマチュア声優オーディションで準優勝。その会場で劇団櫂の先輩だった溝口綾と出会ったという。その2か月後の1981年、小粥よう子としてテレビアニメ『まんが水戸黄門』でデビュー。1983年からは『キャプテン翼』の主人公の大空翼役を務めた。『キャプテン翼』のオーディションでは2次まであったが、岬太郎と翼と両方かけ合いで受けていたという。
ボイス・アーツのメンバーでもあった。劇団櫂、アーツビジョン、アークプロダクション、アクアライト（現：メディアフォース）にも所属していたことがある。
30歳で一度引退していたが、1994年には『キャプテン翼J』で再び大空翼役を務める。40歳の1999年8月、賢プロダクションからトリトリオフィスに移籍すると同時に、日比野朱里に改名。『タイガアドベンチャー』で声優復帰した。
ただし、43歳となった2002年頃、「全部やめてしまう」と自身のホームページで述懐している。その後は活動は積極的に行っていなかったが、PlayStation 2版『キャプテン翼』や『るろうに剣心  -明治剣客浪漫譚- 炎上!京都輪廻』など以前の仕事の役柄は継続していた。2007年9月22日に放映された『大胆MAP 人気アニメキャラの声ベスト50』にて久々にテレビ出演した。2017年にはゲーム『キャプテン翼 〜たたかえドリームチーム〜』に参加。現在は、美々里家朱琳（びびりやあかりん）名義で落語家としての活動が中心になっている。

## 人物
テレビアニメ『キャプテン翼』で主人公の大空翼を演じ、オープニングとエンディング曲を歌っていた。
趣味はマイナーな芝居を観ること。
『キャプテン翼』の原作者で漫画家の高橋陽一は元夫。2021年7月5日の本人のFacebookで「離婚して7年」と公表している。
また、同Facebookでは、「私、本日2019年1月1日を持ちまして…『小粥よう子』に戻りま～す！(^O^)／」「芸名の日比野朱里(ひびのあかり)をやめて、声優やる時の名前も『小粥よう子』でいこうとね。ま、戻すんですけど」「声優引退してないぞ」と公表している。座右の銘は「自己満足」。
いとこの娘に、かつて鹿児島読売テレビや静岡放送で局アナとして活動していた、フリーアナウンサーの鬼頭里枝がいる。

## 出演
太字はメインキャラクター。

### テレビアニメ
時期不明
- サザエさん

1982年
- 超時空要塞マクロス（よっちゃん、アナウンサー）

1983年
- キャプテン翼 シリーズ（1983年 - 2002年、大空翼、ピント） - 3シリーズ

1984年
- あした天気になあれ（向糸子）
- マイティ・オーボッツ（ボー）
- らんぽう（みゆき）

1986年
- ロボタン（金作）

1987年
- エスパー魔美（1987年 - 1989年、コンポコ）
- シティーハンター（1987年 - 1988年、吉田奈々、ケン太） - 2シリーズ
- ミスター味っ子（江川たけし）

1988年
- 超音戦士ボーグマン（織田シンジ）
- トランスフォーマー 超神マスターフォース（キャンサー）
- 名門!第三野球部（白石〈弟〉）

1989年
- GO! レスラー軍団（ロビンゴッド）
- ホワッツマイケル（漫画家志望の少年）
- レスラー軍団〈銀河編〉 聖戦士ロビンJr.（ロビンゴッドJr.）

1993年
- 楽しいウイロータウン（ジェーン）

1994年
- 魔法陣グルグル（水晶ババア）
- マクロス7（ビリー）
- モンタナ・ジョーンズ（ムウタイ王）

1996年
- るろうに剣心 -明治剣客浪漫譚-（沖田総司）

1999年
- 週刊ストーリーランド「天使の輪がみえる」（看護婦B）
- HUNTER×HUNTER（第1作）（メンチ、フェイタン）
- 未来少年コナンII タイガアドベンチャー（タイガ）
- メダロット（川中島）

2000年
- GEAR戦士電童（生徒たち）
- ドキドキ♡伝説 魔法陣グルグル（コナル）

2001年
- 仰天人間バトシーラー（ゼンマイム）
- 神鵰侠侶 コンドルヒーロー（裘千尺）
- も〜っと! おジャ魔女どれみ（服部四郎）

2002年
- キディ・グレイド（ヨット）
- ハングリーハート WILD STRIKER（森一人）
- ビジーバス（サミー）
- 遊☆戯☆王デュエルモンスターズ（マリクの母）

### 劇場アニメ
1984年
- 超時空要塞マクロス 愛・おぼえていますか（デワントン3565）

1985年
- キャプテン翼 ヨーロッパ大決戦（翼）
- キャプテン翼 危うし! 全日本Jr.（翼）

1986年
- キャプテン翼 明日に向って走れ!（翼）
- キャプテン翼 世界大決戦!! Jr.ワールドカップ（翼）
- プロジェクトA子（あさ）

1987年
- ドラえもん のび太と竜の騎士（男の子）
- ルパン三世 風魔一族の陰謀（男の子）

1988年
- エスパー魔美 〜星空のダンシングドール〜（コンポコ）

1989年
- マイメロディの赤ずきん（おばあさん）

1994年
- キャプテン翼 最強の敵! オランダユース（大空翼）

### OVA
1984年
- BIRTH（モゴ）

1985年
- きまぐれオレンジ☆ロード 少年ジャンプ・スペシャルアニメ（檜山ひかる）

1986年
- メガゾーン23 PARTII 秘密く・だ・さ・い（シンディ）

1987年
- 風と木の詩 SANCTUS -聖なるかな-（セバスチャン）
- プロジェクトA子 シリーズ（1987年 - 1989年、あさ） - 3作品
- ポケットザウルス（ピエール）

1988年
- ズッコケ時空冒険（ハカセ〈山中正太郎〉）

1989年
- 新キャプテン翼（1989年 - 1990年、大空翼）

1990年
- はないちもんめ（榊原和夫）

1994年
- キャプテン翼 最強の敵!オランダユース（大空翼）

1999年
- るろうに剣心 -明治剣客浪漫譚- 追憶編（沖田総司）

2002年
- HUNTER×HUNTER ORIGINAL VIDEO ANIMATION（2002年 - 2003年、フェイタン） - 2作品

### ゲーム
1994年
- キャプテン翼シリーズ（大空翼）

1996年
- ラングリッサーIII（ルイン、レイラ、フェラキア）

1997年
- ムーンライトシンドローム（白髪の少年）

1998年
- ラングリッサーV 〜The End of Legend〜（フェラキア）

2002年
- スーパーロボット大戦IMPACT（女帝ジャネラ）※つかせのりこの代役

2005年
- 第3次スーパーロボット大戦α 終焉の銀河へ（女帝ジャネラ）

2006年
- るろうに剣心 -明治剣客浪漫譚- 炎上!京都輪廻（沖田総司）
- キャプテン翼（大空翼）※PlayStation 2版

2007年
- スーパーロボット大戦Scramble Commander the 2nd（女帝ジャネラ）

2008年
- スーパーロボット大戦A PORTABLE（女帝ジャネラ）

2012年
- るろうに剣心 -明治剣客浪漫譚- 完醒（沖田総司）

2017年
- キャプテン翼 〜たたかえドリームチーム〜（大空翼）

### 吹き替え
- 君がいた夏（不明、子供時代のビリー）
- パワーパフガールズ（2001年、メアリアン）

### ドラマCD
- 神無ノ鳥 ビジュアルファンブック付属ドラマCD（2002年、入江弓子）

### 特撮
- もりもりぼっくん（1986年、モグランプの声）

### ラジオ
- アニメトピア（1983年 - 1986年、情報コーナー担当）

### シリーズ一覧
1. ↑  第1作（1983年 - 1986年）、第2作『J』（1994年 - 1995年）、第3作（2002年）
2. ↑  第1作（1987年）、第2作『2』（1988年）
3. ↑  『プロジェクトA子2 大徳寺財閥の陰謀』（1987年）、『プロジェクトA子3 シンデレラ・ラプソディ』（1988年）、『プロジェクトA子 完結篇』（1989年）
4. ↑  『HUNTER×HUNTER ORIGINAL VIDEO ANIMATION』（2002年）、『HUNTER×HUNTER GREED ISLANDG』（2003年）